# Futebol Clube Tirsense
El Futebol Clube Tirsense és un club de futbol portuguès de la ciutat de Santo Tirso.

## Història
El club va ser fundat el 5 de gener de 1938. Fins al 2005 ha jugat vuit cops a la primera divisió portuguesa, destacant una vuitena posició la temporada 1994-95.

## Palmarès
- Segona divisió portuguesa de futbol: 
  - 1969-70, 1993-94